# Azān Deh
Azān Deh (persiska: ازان ده) är en ort i Iran.   Den ligger i provinsen Mazandaran, i den norra delen av landet, 160 km öster om huvudstaden Teheran. Azān Deh ligger 1 018 meter över havet och antalet invånare är 115.
Terrängen runt Azān Deh är kuperad norrut, men söderut är den bergig. Runt Azān Deh är det ganska glesbefolkat, med 34 invånare per kvadratkilometer. Närmaste större samhälle är Pol-e Sefīd, 2,7 km väster om Azān Deh. I omgivningarna runt Azān Deh växer i huvudsak blandskog.